# بوبي ديليفين
بوبي أنجيلا ديليفين (من مواليد 3 مايو 1986) عارضة أزياء وممثلة اجتماعية وممثلة إنجليزية.

## روابط خارجية
- بوبي ديليفين في قاعدة بيانات عارضات الأزياء
- Poppy Delevingne at Models.com
- بوبي ديليفين في قاعدة بيانات الأفلام على الإنترنت